# Chez le coiffeur
Chez le coiffeur (o Cartoons in a Barbershop) è un cortometraggio muto del 1915. Non si conosce il nome del regista del film prodotto dalla Edison.

## Produzione
Il film fu prodotto dalla Edison Company,  Barre Studios e Société des Etablissements L. Gaumont.

## Distribuzione
Distribuito dalla General Film Company, il film - un cortometraggio in una bobina - uscì nelle sale cinematografiche USA il 2 giugno 1915 dopo essere stato presentato in Francia nell'aprile di quello stesso anno.